# Неа Филаделфия
Неа Филаделфия (на гръцки: Νέα Φιλαδέλφεια) е град в Гърция. Населението му е 25 734 жители (според данни от 2011 г.). Част е от Атинския метрополен район. Намира се в часова зона UTC+2. Пощенският му код е 143 xx, телефонния 210, а МПС кода е Z.